# Guido Martina
Guido Martina (né le 9 février 1916 à Carmagnola, dans la province de Turin, au Piémont et mort le 6 mai 1991 à Rome) était un scénariste de bande dessinée italien. Il a fait des études de littérature et a enseigné durant une brève période.
Il est considéré comme le plus prolifique auteur de récits Disney en Italie : il a signé entre 1949 et 1985 plus de 1 200 scénarios mettant en scène Donald Duck, Picsou et Mickey Mouse.

## Biographie
Né à Carmagnola, Martina s'installe avec sa famille à Turin à l'âge de 16 ans, où il passe son baccalauréat en lettres et en philosophie. Après de courtes expériences en tant que enseignent et journaliste pour le journal Gazzetta de Popolo (traduit littéralement par « Gazette du Peuple »). Il réalise également, pour une firme cinématographique, un documentaire en tant que réalisateur et scénariste sur La légion étrangère. Pour son travail, il s'installe à Paris où il vit pendant cinq ans.
De retour en Italie en 1938, il commence sa carrière de scénariste en traduisant les strips américains de Mickey Mouse pour le journal Topolino publié par Mondadori. En parallèle, il écrit des sketchs pour une émission de variétés radiophoniques Rivistina. Pendant la Seconde Guerre mondiale, il a servi comme officier de cavalerie en Libye, où il a été fait prisonnier par l'armée britannique. Après l'armistice de Cassibile, il a été transféré en Pologne, d'où il a été déporté dans un camp de concentration nazi en Autriche. 
Après la guerre, il dirige un magazine satirique de courte durée, Fra' Diavol et en même temps, il reprend sa collaboration avec Mondadori. En 1949, il commence à rédiger ses premiers scénarios originaux mettant en scène les personnages de l'univers Disney. Ces histoires sont incluses dans la saga « Grandes Parodies » avec la célèbre histoire L'inferno di Topolino (« L'Enfer de Mickey »), une parodie de Enfer de Dante Alighieri.
Entre les années 1949 et 1955, Il invente aussi, pour les Alibi d'Oro de Mondadori, des personnages de westerns réalistes comme Pecos Bill et Oklahoma Kid, dessinés entre autres par Raffaele Paparella, De Vita, Cimpellin, Gino D'Antonio et Dino Battaglia. 
Pour revenir à Disney, il travaille alors quasiment comme le seul scénariste italien de Mondadori avec de nombreux dessinateurs dont Giuseppe Perego, Pier Lorenzo et Massimo De Vita, Giovan Battista Carpi, Luciano Bottaro ou Romano Scarpa. Donald ou Picsou deviennent sous sa main des acteurs pastichant les œuvres littéraires comme Don Quichotte, le Baron de Münchhausen, L'Iliade, Cyrano de Bergerac et Les trois mousquetaires.
Comme l’écrit François Willot à propos de Picsou dans les histoires de Martina : « Chez Martina, Picsou « est un escroc, ou plutôt une personne qui tire sans cesse parti de sa position d'oncle et de son argent — mais d'une façon toujours déloyale. Cependant, Martina jouant sans cesse sur le registre de l'humour ou de la dérision, l'oncle Picsou n'en est pas moins un personnage sympathique (...) Martina, à la différence de Carl Barks, est peu porté sur l'aventure (...) mais plus sur les personnages et les intrigues. Les scènes de dispute entre Donald et ses neveux peuvent se prolonger sur plusieurs dizaines de pages, il en est de même entre Picsou et Donald. »
Il collabore également avec l'hebdomadaire Corriere dei Piccoli et les éditions  Alpes avec qui il va écrire entre 1958 et 1959, des histoires de Pipo et Concombre (Cucciolo et Beppe) et Élastoc (Tiramolla). En 191 et 1962, il travaille pour l'hebdomadaire Il Vittorioso en scénarisant quelques ciné-romans comme Appumanto o Lato Longo et Per l'onore.
En 1969, Guido Martina, Elisa Penna le dessinateur Giovan Battista Carpi inventent le personnage de Fantomiald, la personnalité héroïque cachée de Donald. En 1973, il crée aussi Fantomialde (Paperinika), la personnalité cachée de Daisy.
À la différence des auteurs américain ou suédois qui font surtout intervenir Gripsou, Martina utilise plutôt comme contre-point de Picsou le milliardaire peu scrupuleux Flairsou.
Il meurt à Rome le 6 mai 1991. Sa dernière histoire, La riposte de Fantomiald (La risposta di Paperinik) est publiée en décembre 1991 à titre posthume.

## Quelques histoires Disney célèbres de Martina
- Mickey et le cobra (Topolino e il cobra bianco, 1949)
- L'enfer de Mickey (L'inferno di Topolino, 1949)
- Le double secret du Fantôme noir (1955)
- Donald Fracasse (1967)
- Fantomiald à la rescousse ! (1970)
- Gouverneur de Maracacao des Caraïbes (Il corsaro Paperinero e i borsari des Caraibi, 1970)
- La fantastique aventure de Marco Polo (1982)
- La riposte de Fantomiald (1991)

## Romans
- Tramonto a est (1945)
- S.O.S punto zero ! (1950)
- Le aventure di Pecos Bill (1957)
- La storia del nostro amico satellite (1957) : L’histoire a obtenu le Prix Bancarellino décerné aux livres pour jeunesse.